# Janet Dailey
Janet Anne Haradon Dailey (Storm Lake, 21 maggio 1944 – Branson, 14 dicembre 2013) è stata una scrittrice statunitense di romanzi rosa, a nome Janet Dailey (il suo cognome da sposata). I suoi romanzi sono stati tradotti in diciannove lingue ed hanno venduto oltre 300 milioni di copie in tutto il mondo.
Nata nell'Iowa, ha sempre voluto essere una scrittrice e ha amato molto i libri. Si laureò nel 1962 alla Jefferson High School nella vicina Independence. Ha frequentato la scuola di segreteria in Omaha, e nel 1963 andò a lavorare presso la ditta di costruzione di proprietà del suo futuro marito, Bill Dailey. I due hanno continuato a lavorare insieme sette giorni alla settimana durante il lavoro.
Nel 1974, il marito sfidò Janet riguardo alle sue continue affermazioni, secondo le quali sarebbe benissimo in grado di scrivere un romanzo migliore di quelli che aveva letto. Ha venduto il suo primo manoscritto alla casa editrice Harlequin. Fu il primo della categoria ad essere venduto in America e riscosse un buon successo. Entro il 1998, i suoi romanzi Harlequin aveva venduto 80 milioni di copie. Durante il suo anno più prolifico, Dailey fissò l'obiettivo di scrivere 15 pagine al giorno. La sua giornata cominciava alle 4 del mattino, per lavorare dalle dodici alle quattordici ore di lavoro al giorno. Quando ha incontrato il suo obiettivo, passava molto più tempo a scrivere finché non arrivò a finire i suoi primi romanzi in otto giorni.
Il suo primo romanzo, Toccare il vento (Touch the Wind), ha raggiunto la lista dei bestseller del New York Times. Attualmente più di 325 milioni di copie dei suoi libri sono andate in stampa, con traduzioni in 19 lingue per 98 paesi. Il suo romanzo Foxfire Light è stato trasportato su grande schermo. Janet ha iniziato offrendo il Janet Dailey Award nel 1993, che annualmente veniva assegnato assieme a cinquemila dollari annualmente ad un autore i cui romanzi rosa hanno affrontato un'importante questione sociale.
La Dailey è stata denunciata nel 1997 dalla collega romanziera Nora Roberts, che Dailey ha accusato di copiare il suo lavoro per più di sette anni. 
Nel 1980, Dailey e suo marito si trasferirono a Branson, dove Bill ha promosso e prodotto una mostra presso l'American Theater. Il marito è deceduto il 5 agosto 2005. Dailey ritiene Branson un posto ideale per vivere. Il tempo è generalmente buono, il paese è bello, e la gente è così amichevole - e non ingombrante.
È scomparsa nel 2013 all'età di 69 anni.